# Sigurjón's Friends
Sigurjón's Friends, est un groupe vocal islandais. Le groupe représente l'Islande lors du Concours Eurovision de la chanson 2011.

## Eurovision 2011
Le groupe s'est formé en hommage à Sigurjón Brink, qui devait participer à la présélection nationale pour le Concours Eurovision de la chanson 2011, mais qui est décédé le 17 janvier 2011. Ils interprètent la chanson que Brink devait chanter : Aftur heim (Retour à la maison).
Ils sont choisis par le public et le jury, pour présenter les couleurs de l'Islande au Concours Eurovision de la chanson 2011.
En mai, ils concourent dans la 1re demi-finale et se qualifie pour la finale, où ils prendront la 20e position.

## Membres
Les membres du groupe sont des amis musiciens de Sigurjón Brink :
- Gunnar Ólason
- Vignir Snær Vigfússon
- Pálmi Sigurhjartarson
- Matthías Matthíasson
- Hreimur Örn Heimisson
- Benedikt Brynleifsson